# Cardiospermum dissectum
Cardiospermum dissectum är en kinesträdsväxtart som först beskrevs av S. Wats., och fick sitt nu gällande namn av Ludwig Radlkofer. Cardiospermum dissectum ingår i släktet ballongrankor, och familjen kinesträdsväxter. Inga underarter finns listade i Catalogue of Life.